# Johanna Mesch
Johanna Mesch född 1963, är döv och uppväxt i Jyväskylä i Finland som 2019 blev Sveriges och Nordens första döva professor i teckenspråk vid Institutionen för lingvistik vid Stockholms universitet. Hon har varit ämnesföreträdare/ämnesansvarig för teckenspråk i många år och har särskild inriktning inom fältet taktilt teckenspråk, vilket även hennes avhandling handlade om och hennes forskningsprojekt har sedan i stort sett haft anknytning till området. I april 2020 listar Stockholms universitet 88 publicerade arbeten med henne som författare eller medförfattare. Johanna Mesch är numera involverad i korpuslingvistik inom teckenspråk.
Hon kommunicerar med finskt teckenspråk, svenskt teckenspråk, Amerikanskt teckenspråk (ASL, American Sign Language) och International Sign vid föreläsningar och internationellt umgänge.
Tillsammans med sin döve make Urban Mesch har hon publicerat flera skrifter och böcker om framför allt dövidrott, bland andra den omfattande Dövidrottens historia 200 år: dess utveckling och betydelse. Hon är själv författare till bland andra läroböckerna Teckenspråk - så klart! Del 1 och 2 och ett exempel på en föreläsning är UR Samtiden - Teckenspråkets historia.

## Utmärkelser
2020 Eva och Lars Gårdings pris i lingvistik